# Manayunkia siaukhu
Manayunkia siaukhu är en ringmaskart som beskrevs av Annenkova 1938. Manayunkia siaukhu ingår i släktet Manayunkia och familjen Sabellidae. Inga underarter finns listade i Catalogue of Life.